# وژشچ

مکان وژشچ در داخل شهر گدانسک

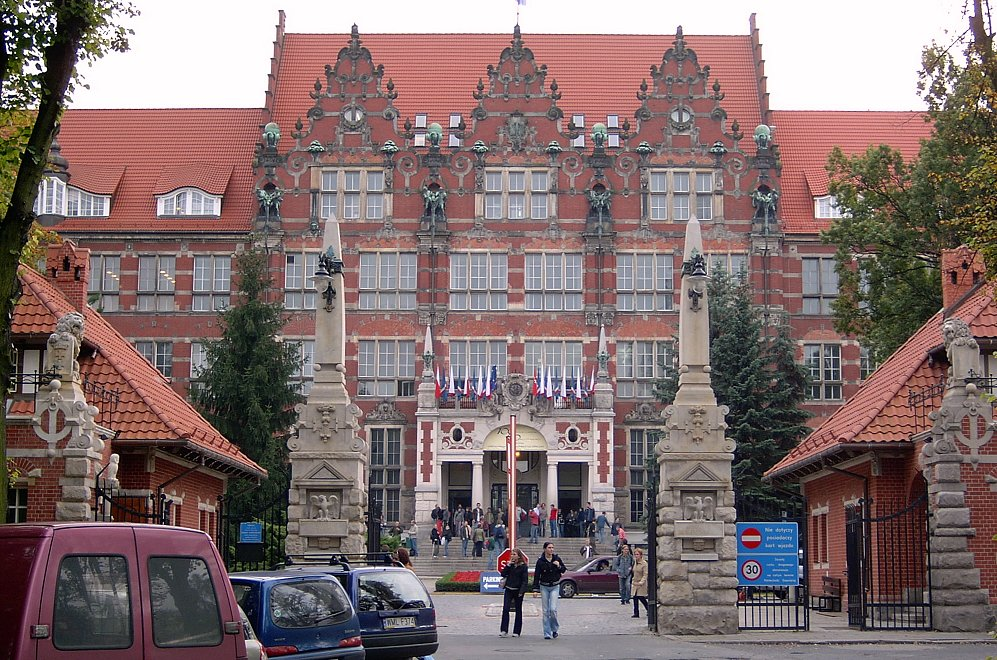
ساختمان دانشگاه که در سبک گوتیک آجری ساخته شده‌است.

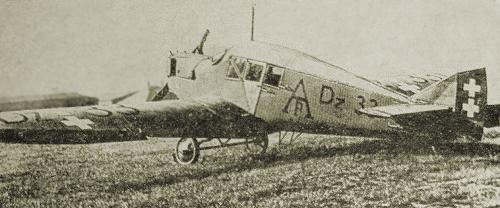
یک یونکرس اف.۱۳ با علامت ایالت آزاد دانتسیگ

وژشچ (لهستانی: Wrzeszcz؛ ‏ [ˈvʒɛʃt͡ʃ] ()؛ ‏آلمانی: Langfuhr) یکی از مناطق مسکونی شهر گدانسک لهستان است. وسعت این منطقه در حدود ۹٫۹ کیلومتر مربع (۳٫۸ مایل مربع) و جمعیت آن ۶۵٬۰۰۰ (با تراکم جمعیتی ۶٬۶۲۲) است و بدین‌ترتیب، پرجمعیت‌ترین منطقهٔ شهر گدانسک محسوب می‌شود.
نام این شهر از واژهٔ wrzos در زبان‌های کاشوبی و لهستانی گرفته شده که به معنای خلنگ است، چرا که در گذشتهٔ دور، این ناحیه سرتاسر جنگلی و پوشیده از خلنگ بوده‌است. این شهر در روزگاران دور بخشی از پروس و امپراتوری آلمان بود و منابع تاریخی با نام‌های Vriezst در سال ۱۲۶۳ پس از میلاد و Vriest در ۱۲۸۳ پس از میلاد اشاره کرده‌اند که دارای آسیاب بوده‌است. واژه Vriest در زبان آلمانی سفلی و هلندی به معنای «جنگل» است. این ناحیه مابین سال‌های ۱۹۲۰ تا ۱۹۳۹ بر طبق توافق پیمان ورسای در پایان جنگ جهانی اول، جزئی از ایالت آزاد دانتسیگ بود. پس از جنگ جهانی دوم این منطقه مسکونی بنا به تصمیم‌های اتخاذ شده در کنفرانس پوتسدام، بخشی از خاک لهستان شد و نامش به وژشچ تغییر یافت. ساکنان آلمانی آن، پیش از پیشروی نیروهای ارتش سرخ، یا فرار کردند یا آنکه بعدها اخراج شدند.
برخی از متولدین یا ساکنان مشهور این شهر عبارتند از: گونتر گراس، ولفگانگ فلتس، هرمان بالک و ادی آرنت.